# Вільямстаун (Кентуккі)
Вільямстаун (англ. Williamstown) — місто (англ. city) в США, в округах Грант і Пендлтон штату Кентуккі. Населення — 3894 особи (2020).

## Географія
Вільямстаун розташований за координатами 38°38′35″ пн. ш. 84°34′6″ зх. д. / 38.64306° пн. ш. 84.56833° зх. д. (38.643146, -84.568391).  За даними Бюро перепису населення США в 2010 році місто мало площу 43,93 км², з яких 42,56 км² — суходіл та 1,38 км² — водойми.

## Демографія
Згідно з переписом 2010 року, у місті мешкало 3925 осіб у 1339 домогосподарствах у складі 943 родин. Густота населення становила 89 осіб/км².  Було 1487 помешкань (34/км²).
Расовий склад населення:
| - 95,7 % — білих - 1,8 % — чорних або афроамериканців - 0,4 % — вихідців з тихоокеанських островів - 0,3 % — корінних американців - 0,2 % — азіатів - 1,0 % — осіб інших рас |

До двох чи більше рас належало 0,7 %. Частка іспаномовних становила 2,8 % від усіх жителів.
За віковим діапазоном населення розподілялося таким чином: 27,3 % — особи молодші 18 років, 58,7 % — особи у віці 18—64 років, 14,0 % — особи у віці 65 років та старші. Медіана віку мешканця становила 34,9 року. На 100 осіб жіночої статі у місті припадало 103,7 чоловіків;  на 100 жінок у віці від 18 років та старших — 97,4 чоловіків також старших 18 років.
Середній дохід на одне домашнє господарство  становив 53 475 доларів США (медіана — 45 568), а середній дохід на одну сім'ю — 56 578 доларів (медіана — 47 197). За межею бідності перебувало 21,7 % осіб, у тому числі 29,3 % дітей у віці до 18 років та 18,4 % осіб у віці 65 років та старших.
Цивільне працевлаштоване населення становило 1537 осіб. Основні галузі зайнятості: виробництво — 26,7 %, освіта, охорона здоров'я та соціальна допомога — 24,9 %, мистецтво, розваги та відпочинок — 10,1 %, публічна адміністрація — 9,8 %.